# Indian Union Muslim League

Parteifahne der Indian Union Muslim League

Die Indian Union Muslim League (IUML; Malayalam ഇന്ത്യൻ യൂണിയൻ മുസ്ലിം ലീഗ്, Urdu انڈین یونین مسلم لیگ, Tamil இந்திய ஒன்றிய முஸ்லிம் லீக்; „Muslim-Liga der Indischen Union“), kurz Muslim League (MUL, „Muslimliga“), ist eine muslimische Regionalpartei mit Schwerpunkt im südindischen Bundesstaat Kerala.

## Parteigeschichte

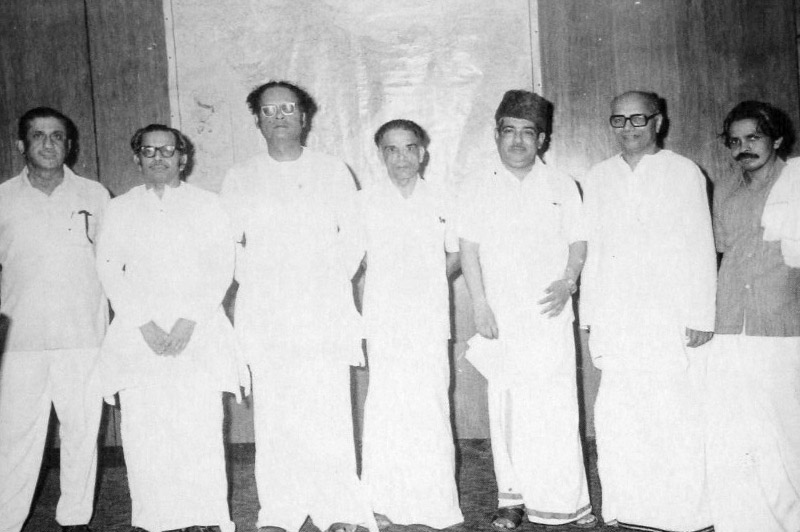
Die Regierung Keralas mit Chief Minister Mohammed Koya 1979

Die IUML wurde am 10. März 1948 in Madras (dem heutigen Chennai) etwa ein Jahr nach der Teilung Britisch-Indiens in den Muslim-Staat Pakistan und das überwiegend hinduistische Indien gegründet. Im Gegensatz zur gesamtindischen Muslimliga (All-India Muslim League) unter Muhammad Ali Jinnah und seinen Nachfolgern, die sich ganz auf die Schaffung des neuen Staates Pakistan konzentrierte, bekannte sich die IUML zur Mitarbeit im neugegründeten Staat Indien.
Seit dem Jahr 1952 bis zur Gegenwart (Stand 2014) ist die IUML ohne Unterbrechung mit Abgeordneten im gesamtindischen Parlament, der Lok Sabha vertreten gewesen. Außerdem war sie schon kurz nach der Errichtung des Bundesstaates Kerala im States Reorganisation Act von 1956 durchgehend ab 1960 im dortigen Regionalparlament vertreten und entsandte mehrfach Minister in die Koalitionsregierungen von Kerala und auch Tamil Nadu. Im Jahr 1979 stellte sie mit C. H. Mohammed Koya sogar für einige Monate den Chief Minister von Kerala. In den 1970er Jahren war sie an einigen Koalitionsregierungen in Westbengalen beteiligt. Vereinzelt wurden auch Abgeordnete der IUML in die Regionalparlamente von Puducherry, Maharashtra, Karnataka, Uttar Pradesh, Westbengalen und Assam gewählt. Außerdem ist die Partei auf kommunaler Ebene aktiv. Politisch ist die IUML seit langem mit der Kongresspartei, ab 2004 im Rahmen der United Progressive Alliance (UPA) verbündet. An den beiden Regierungen unter Manmohan Singh von 2004–2009 und 2009–2014 war sie als Koalitionspartner beteiligt. Politischer Hauptgegner sind die Hindu-nationalistischen Parteien, insbesondere die Bharatiya Janata Party (BJP), sowie die in Süd-Indien traditionell starken kommunistischen Parteien. 
Inhaltlich sieht sich die IUML als Interessenvertreterin der muslimischen Bevölkerungsteile. Sie vertritt jedoch keinen politischen Islam und ist keine islamistische Partei, sondern versteht sich als säkulare Partei. Sie bekennt sich ausdrücklich zum indischen Staat und strebt laut Parteiprogramm die Förderung des gegenseitigen Verständnisses und der Harmonie zwischen Muslimen und allen anderen gesellschaftlichen Gruppen in Indien an.

## Wahlergebnisse
Die folgende Tabelle zeigt die Wahlergebnisse bei den gesamtindischen Parlamentswahlen sowie zu den Wahlen in Kerala.
| Jahr | Wahl                          | Parlamentssitze |
| ---- | ----------------------------- | --------------- |
| 1951 | Wahl zur Lok Sabha 1951–1952  | 1/491           |
| 1957 | Wahl zur Lok Sabha 1957       | 1/496           |
| 1960 | Parlamentswahl in Kerala 1960 | 11/114          |
| 1962 | Wahl zur Lok Sabha 1962       | 2/496           |
| 1965 | Parlamentswahl in Kerala 1965 | 6/133           |
| 1967 | Wahl zur Lok Sabha 1967       | 3/522           |
| 1970 | Parlamentswahl in Kerala 1970 | 11/133          |
| 1971 | Wahl zur Lok Sabha 1971       | 4/520           |
| 1977 | Parlamentswahl in Kerala 1977 | 13/140          |
| 1977 | Wahl zur Lok Sabha 1977       | 2/544           |
| 1980 | Wahl zur Lok Sabha 1980       | 3/529           |
| 1982 | Parlamentswahl in Kerala 1982 | 14/140          |
| 1984 | Wahl zur Lok Sabha 1984       | 2/514           |
| 1987 | Parlamentswahl in Kerala 1987 | 15/140          |
| 1989 | Wahl zur Lok Sabha 1989       | 3/529           |
| 1991 | Parlamentswahl in Kerala 1991 | 10/140          |
| 1991 | Wahl zur Lok Sabha 1991       | 2/521           |
| 1996 | Parlamentswahl in Kerala 1996 | 13/140          |
| 1996 | Wahl zur Lok Sabha 1996       | 2/543           |
| 1998 | Wahl zur Lok Sabha 1998       | 2/543           |
| 1999 | Wahl zur Lok Sabha 1999       | 2/543           |
| 2001 | Parlamentswahl in Kerala 2001 | 16/140          |
| 2004 | Wahl zur Lok Sabha 2004       | 2/543           |
| 2006 | Parlamentswahl in Kerala 2006 | 7/140           |
| 2009 | Wahl zur Lok Sabha 2009       | 3/543           |
| 2011 | Parlamentswahl in Kerala 2011 | 20/140          |
| 2014 | Wahl zur Lok Sabha 2014       | 2/543           |
| 2016 | Parlamentswahl in Kerala 2016 | 18/140          |